# 等至
等至，音譯三摩缽底、三摩拔提、三摩跋提，佛教術語，指遠離昏沈、掉舉後，能持心、心所，令其相續平等而轉的境界，以其相續性並延及欲染，而區別於其他不稱為等至的等持。四禪那與四無色定，合稱八等至，禪那因其為現法樂住而從等至中單列而出。

## 概論
禪那、解脫、等持、等至一起合稱為等引，等至涵盖了慈等至、五現見、八勝處、十遍處、四無色定、無想定、滅盡定等。進入禪那和等至的狀態稱為「正受」（音譯三摩半那）。玄應認為，等至是正要進入定境之中，進入定境後，稱三摩半那。